# Золотодобувна промисловість

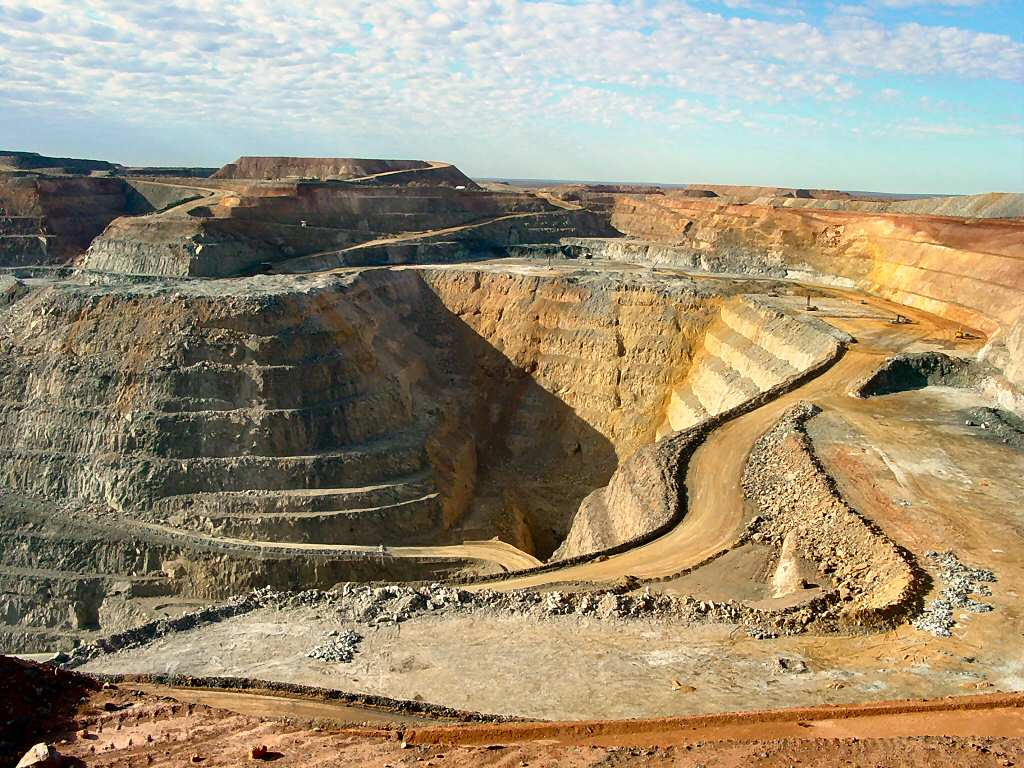
Золотий рудник Super Pit у Калгурлі. Західна Австралія, 2005 р.

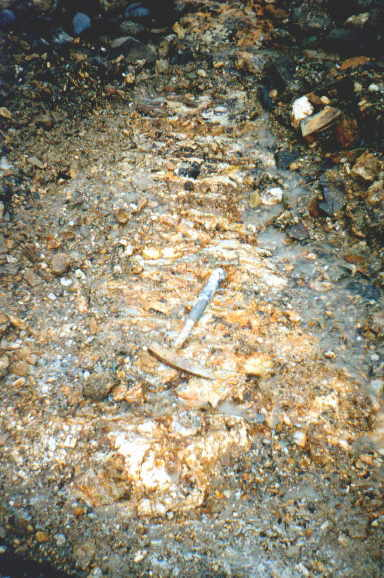
Золотоносні кварцові жили на Алясці

Золотодобувна промисловість (рос. золотодобычная промышленность, англ. gold mining industry, нім. Goldgewinnungsindustrie f) — підгалузь кольорової металургії з видобутку та вилучення золота з руд і розсипів. Основними центрами видобутку золота в старовину були Верхній Єгипет, Нубія, Іспанія, Колхіда (Кавказ), Індія, Алтай, Казахстан, Китай, Центральна і Південна Америка.
У VI—IV ст. до н. е. почалися розробки родовищ золота в Західних Карпатах.
Найбагатші родовища золота були відкриті на території Гани (1471), Мексики (1500), Перу, Чилі (1532), Бразилії (1577), Росії (Урал, 1745), Канади (Квебек, 1823), США (Каліфорнія, 1848; Колорадо, 1858; Невада, 1859; Аляска, 1890), Австралії (1851), ПАР (1884). Відкриття цих і інших золотоносних районів і загальний розвиток техніки у XIX-ХХ ст. зумовили велике зростання видобутку золота, яке склало у XVI ст. 763 т, у XVII ст. 914 т, у XVIII ст. 1890 т, у XIX ст. 11 616 т, у XX ст. — бл.100 000 т. Найбільшими постачальниками золота на сучасний світовий ринок є ПАР, Канада, Австралія, країни Африки і Азії, а споживачами — країни Західної Європи, США, Японія, країни Близького і Середнього Сходу.